# Brandy (bài hát của Scott English)
"Brandy", sau này gọi là "Mandy", là một bài hát do Scott English và Richard Kerr sáng tác.

## Bản của Westlife
"Mandy" được cover lại bởi ban nhạc Ireland Westlife năm 2003.

### Trình diễn trong các chuyến lưu diễn
- Turnaround Tour (2004)
- The No 1's Tour (2005)
- Face to Face Tour (2006)
- The Love Tour (2007)
- Back Home Tour (2008)
- Where We Are Tour (2010)
- Greatest Hits Tour (2012)
- You and Me Tour (Shane Filan) (2014)
- Boyzlife Tour (Boyzlife) (2016)
- The Twenty Tour (2019)

### Danh sách track
UK CD1
1. "Mandy"  – 3:19
2. "You See Friends (I See Lovers)" – 4:11
3. "Greased Lightning" – 3:19
4. "Mandy" (Video) – 3:19
5. "Mandy" (Making of the Video) – 2:00

UK CD2
1. "Mandy"  – 3:19
2. "Flying Without Wings" (Live) – 3:41

### Bảng xếp hạng
| Bảng xếp hạng (2003-04)          | Vị trí cao nhất |
| -------------------------------- | --------------- |
| Austrian Singles Chart           | 16              |
| Belgian (Flanders) Singles Chart | 50              |
| Bỉ (Ultratip Wallonia)           | 3               |
| Danish Airplay Chart             | 48              |
| Czech Republic (IFPI)            | 1               |
| Danish Singles Chart             | 2               |
| Dutch Singles Chart              | 27              |
| European Hot 100 Singles         | 3               |
| Đức (GfK)                        | 14              |
| Irish Singles Chart              | 1               |
| Norwegian Singles Chart          | 15              |
| Poland (Polish Airplay Charts)   | 1               |
| Nga Airplay (Tophit)             | 127             |
| Scottish Singles Chart           | 1               |
| Swedish Singles Chart            | 4               |
| Swiss Singles Chart              | 30              |
| Taiwanese Singles Chart          | 1               |
| UK Singles Chart                 | 1               |
| World Airplay Chart              | 10              |
| World Singles Chart              | 17              |

### Bảng xếp hạng cuối năm
| Chart (2003)        | Position |
| ------------------- | -------- |
| Irish Singles Chart | 5        |
| UK Singles Chart    | 32       |